# Real Estate Funding Solutions
Real Estate Funding Solutions (REFS) es una empresa financiera inmobiliaria especializada en ofrecer todo tipo de soluciones de financiación para propiedades de inversión inmobiliaria residencial y comercial. Ofrecen una gama de servicios para ayudar a promotores e inversores inmobiliarios a adquirir el capital necesario para llevar a cabo sus proyectos. REFS pretende tender un puente entre las oportunidades inmobiliarias y las fuentes de financiación disponibles, ayudando a los clientes a navegar por el complejo panorama de la financiación inmobiliaria.

## Historia
Real Estate Funding Solutions se fundó en 2012 y tiene su sede en Nueva York, Estados Unidos. La empresa se creó con el objetivo de abordar los retos de financiación a los que se enfrentan los profesionales inmobiliarios y ofrecerles opciones de financiación viables. Desde su creación, Real Estate Funding Solutions se ha ganado el reconocimiento por su experiencia y su enfoque integral de la financiación inmobiliaria.
El sitio web de la empresa, realestatefundingsolutions.com, sirve de plataforma para que los clientes potenciales conozcan mejor sus servicios y exploren las distintas opciones de financiación que tienen a su disposición. El sitio ofrece una visión global del enfoque de REFS, destacando los diferentes tipos de soluciones de financiación que ofrecen.

## Servicios
Real Estate Funding Solutions ofrece una variedad de soluciones de financiación para apoyar proyectos inmobiliarios en diferentes etapas de desarrollo. Estos servicios incluyen
Préstamos puente: Real Estate Funding Solutions ofrece préstamos puente a corto plazo para ayudar a propietarios e inversores a obtener financiación durante periodos transitorios, como la compra o venta de una propiedad. Los préstamos puente ofrecen flexibilidad y acceso rápido al capital, lo que permite a los clientes aprovechar las oportunidades que se presentan en un momento determinado.
Préstamos para la construcción: La empresa ofrece financiación de la construcción para apoyar el desarrollo de nuevas propiedades residenciales, comerciales y de uso mixto. Real Estate Funding Solutions trabaja en estrecha colaboración con los clientes para comprender los requisitos de sus proyectos y ofrece soluciones de financiación a medida para satisfacer sus necesidades de construcción.
Financiación permanente: Real Estate Funding Solutions ayuda a sus clientes a obtener financiación a largo plazo para sus proyectos terminados. La empresa colabora con una red de socios prestamistas para garantizar opciones competitivas de financiación permanente para diversos tipos de propiedades inmobiliarias.
Servicios adicionales: Aparte de las opciones de financiación básicas, Real Estate Funding Solutions también ofrece otros servicios, como el empaquetado de préstamos, el apoyo a la suscripción y la consultoría de proyectos. El objetivo de estos servicios es agilizar el proceso de financiación y proporcionar a los clientes una asistencia completa en sus proyectos inmobiliarios.
REFS también ofrece hojas de plazos para sus usuarios sin ejecutar su crédito por lo que no afecta a su puntuación de crédito.

## Proyectos
Real Estate Funding Solutions atiende a una clientela diversa, que incluye promotores inmobiliarios, inversores y empresarios. Sus soluciones de financiación abarcan una amplia gama de proyectos inmobiliarios, como promociones residenciales, locales comerciales, edificios multifamiliares y proyectos de uso mixto.
La empresa ha participado en la financiación de varios proyectos inmobiliarios en distintas regiones. Aunque no se han revelado públicamente los detalles específicos de los proyectos, Real Estate Funding Solutions ha demostrado su capacidad para ayudar a los clientes a obtener la financiación necesaria para sus proyectos.